# Shire (entreprise)
Pour les articles homonymes, voir Shire.
Shire, anciennement Shire Pharmaceuticals Group, est une entreprise pharmaceutique britannique.

## Activité
Développement,  fabrication et  commercialisation de produits pharmaceutiques destinés au traitement :
- des dysfonctionnements du système nerveux : hyperactivité, épilepsie, maladie d'Alzheimer.
- des cancers, des maladies gastro-intestinales et infectieuses.

## Historique
En novembre 2013, Shire acquiert l'entreprise ViroPharma pour 4,2 milliards de dollars.
En mai 2014, Shire acquiert l'entreprise de biotechnologie américaine Lumena Pharmaceuticals pour 260 millions de dollars.
En juillet 2014, AbbVie souhaite acquérir Shire, après plusieurs refus de ce dernier, celui-ci accepte l'acquisition pour un montant de 32 milliards de livres soit environ 54,7 milliards de dollars. La nouvelle compagnie aura son siège à Jersey. En octobre 2014, AbbVie annule la transaction après une modification des règles fiscales américaines, qui rend moins attractifs, les inversions. AbbVie paye à Shire 1,64 milliard de dédommagements pour l'annulation de la transaction.
En janvier 2015, Shire acquiert NPS Pharmaceuticals pour 5,2 milliards de dollars. En août 2015, Shire acquiert Foresight Biotherapeutics, spécialisée dans le traitement de la conjonctivite, pour 300 millions de dollars. Le même mois, Shire annonce une offre d'acquisition non-sollicitée de 30 milliards de dollars sur Baxalta, entreprise spécialisée dans les biotechnologies, très récemment scindée de Baxter International. En novembre 2015, Shire annonce l'acquisition de Dyax, entreprise américaine spécialisée dans le traitement anti-inflammatoire contre certaines maladies particulières, pour au moins 5,9 milliards de dollars. En janvier 2016, Baxalta passe un important partenariat pour le traitement de cancers rares avec Symphogen, une entreprise biopharmaceutique danoise. Le même mois, Shire augmente son offre sur Baxalta à 32 milliards de dollars, offre qui cette fois intègre une part en liquidité et qui est acceptée par la direction de Baxalta.
En avril 2018, Servier acquiert les activités oncologiques de Shire pour 2,4 milliards de dollars.
En mars et en avril 2018, Takeda lance plusieurs offres d'acquisitions sur Shire, en compétition avec Allergan. Ce dernier renonce finalement à acquérir Shire. Une de ces offres atteint le montant de 45,3 milliards de livres, soit l'équivalent de 62 milliards de dollars. Cette dernière offre est acceptée par Shire en mai 2018. Elle est constituée à 46 % en liquidité et à 54 % en échange d'action. Les actionnaires de Shire détiendront ainsi environ la moitié du nouvel ensemble.